# Baber Johansen
Baber Johansen (* 1936 in Berlin) ist Islamwissenschaftler und Soziologe und von 1995 bis 2004 Directeur d’études an der École des Hautes Études en Sciences Sociales in Paris, wo er vor allem juristische Normen unterrichtete.

## Leben
Er hat Islamwissenschaft, Soziologie, Wirtschaft und Recht an der Freien Universität Berlin (FU Berlin) sowie Arabistik und Geschichte an der Universität Kairo studiert. 1965 promovierte, 1972 habilitierte er an der FU Berlin. Während der Studentenunruhen war er führender Vertreter der linken Wissenschaftlichen Assistenten. Bis 1995 war er -- neben Fritz Steppat Professor am Institut für Islamwissenschaft. 1992–1994 und 2002–2003 war er zudem Gastprofessor am Institute for Advanced Studies in Princeton. Seit 2005 ist er als Professor für Islamische Religionsstudien an der Divinity School Harvard tätig. Seine wichtigsten Schriften liegen jetzt im Sammelband Contingency in a Sacred Law. Legal and Ethical Norms in the Muslim Fiqh vor.
Neben zahllosen Veröffentlichungen vor allem über Geschichte und Gegenwart Islamischen Rechts ist Johansen Mitherausgeber des Journals Islamic Law und Society (Brill, 1994).

## Werke
- Baber Johansen: Contingency in a Sacred Law. Legal and Ethical Norms in the Muslim Fiqh. Leiden. Brill 1999. ISBN 9004106030